# Eyebeam
Eyebeam foi uma tira diária escrita e ilustrada por Sam Hurt na Universidade do Texas em Austin. A tira foi publicada no jornal estudantil The Daily Texan do colégio, de 1980-1990, embora existam esboços de 1978-1979. Em 1983, o jornal diário de Austin, o American-Statesman, publicou as tiras.  Outros jornais dos Estados Unidos também chegaram a fazer o mesmo, embora o número da família de subscritores de Eyebeam' não fosse maior que algumas poucas dúzias.